# Wolkersdorf im Weinviertel
Wolkersdorf im Weinviertel är en stadskommun i förbundslandet Niederösterreich i Österrike. Kommunen ligger i  distriktet Mistelbach och har 7 492 invånare (2024).
Kommunen består av fem orter (Ortschaften) (inom parentes invånarantal 1 januari 2024):
- Münichsthal (710)
- Obersdorf (1 637)
- Pfösing (217)
- Riedenthal (427)
- Wolkersdorf im Weinviertel (4 501)